# Свети Илия (Ресуляни)
„Свети Пророк Илия“ (на гръцки: Προφήτης Ηλίας) е възрожденска православна църква, разположена в село Ресуляни (Велос), Костурско, Гърция. Църквата е част от Сисанийската и Сятищка епархия.

## Местоположение
Църквата е е разположена в западния край на селото.

## История
Построена е в 1874 година. Архитектурата ѝ е типична за църковните сгради от късния османски период.